# Bruno Mattei
Bruno Mattei (Roma; 1 de enero de 1931 - Ostia; 21 de mayo de 2007) fue un director de cine y editor cinematográfico italiano, que obtuvo un modesto culto por sus filmes exploitation. Frecuentemente trabajaba bajo el seudónimo Vincent Dawn (eligió ese apellido en homenaje a Dawn of the Dead de George Romero). La primera película dirigida por Mattei fue Armida il dramma di una sposa. Bruno Mattei falleció en Ostia, Italia el 21 de mayo de 2007

## Filmografía selecta como director
- Land of Death (2003)
- Snuff Trap (2003)
- Cruel Jaws (1995)
- Shocking Dark (1990, alias Terminator II)
- Zombi 3 (1988, con Lucio Fulci)
- Robowar (1988)
- Strike Commando 2 (1988, alias Trappola diabolica)
- Strike Commando (1987)
- Rats: Night Of Terror (1983)
- I sette magnifici gladiatori (1983, junto a Claudio Fragasso)
- Violence in a Women's Prison (1983)
- Emanuelle Escapes from Hell (1982)
- Hell of the Living Dead (1981, alias Virus, Zombie Creeping Flesh)
- The Other Hell (1980)
- KZ9 (1977)
- SS Girls (1977)
- Jaws 5: Cruel Jaws (1995)